# Ugandi (1992)
Ugandi (M 315), wcześniej HMS Bridport – brytyjski, następnie estoński niszczyciel min typu Sandown. Wodowany w 1992 roku, służył w brytyjskiej Royal Navy jako HMS „Bridport” (M 105) od 1993 do 2004 roku, po czym został sprzedany Estonii i w 2009 roku wszedł do służby w Estońskiej Marynarce Wojennej (Eesti Merevägi) pod nazwą „Ugandi”. Nosi numer burtowy M 315.

## Budowa
Okręt był czwartą jednostką typu brytyjskich niszczycieli min Sandown, opracowanego na początku lat 80. XX wieku jako tańsza i mniejsza alternatywa dla niszczycieli min typu  Hunt, pozbawiona możliwości trałowania min. Jego budowę zamówiono wraz z trzema innymi w stoczni Vosper Thornycroft w Woolston (część Southampton) 23 lipca 1987 roku, dwa lata po prototypowym okręcie „Sandown”. Okręt wodowano 20 lipca 1992 roku. Budowę ukończono i okręt przekazano marynarce 5 listopada 1993 roku.

## Opis
Okręty typu Sandown miały kadłub zbudowany z plastiku wzmocnionego włóknem szklanym (GRP). Wyporność standardowa wynosiła 450 ts, a pełna 482 ts (457/492 ton metrycznych). Długość całkowita wynosiła 52,5 m, szerokość: 10,5 m, a zanurzenie: 2,3 m. Załoga liczyła 34 osoby, w tym pięciu oficerów, ponadto przewidziano rezerwowe koje dla sześciu osób.
Uzbrojenie służyło tylko do samoobrony i stanowiła je pierwotnie automatyczna armata przeciwlotnicza kalibru 30 mm DS 30B o długości lufy L/75 (75 kalibrów). W służbie estońskiej uzbrojenie stanowią dwa sprzężone działka przeciwlotnicze kalibru 23 mm L/87 fińskiej firmy Sako (wersja pochodna ZU-23-2), uzupełnione przez trzy karabiny maszynowe kalibru 12,7 mm.
Napęd stanowiły dwa silniki wysokoprężne Paxman-Valenta 6RP200E/M o mocy łącznej 1523 hp, napędzające pędniki cykloidalne Voith-Schneider, pozwalające na osiąganie prędkości maksymalnej 13 węzłów. Ponadto okręty miały pomocniczy napęd elektryczny, pozwalający na osiąganie prędkości do 6,5 węzła. Na dziobie znajdują się dwa stery strumieniowe Schottel. Zasięg wynosił 2500 mil morskich przy prędkości 12 w.
Wyposażenie nawigacyjne obejmowało radar nawigacyjny Kelvin Hughes Type 1007 (pasmo I). Wyposażenie do poszukiwania min stanowił wielofunkcyjny sonar Marconi Type 2093 z pięcioma antenami. Ponadto nowsze źródła podają sonar obserwacji bocznej Klein 5000 z holowaną anteną. Okręty miały ponadto system informacji bojowej Nautis M. W 2019 roku sonar kadłubowy wymieniono na „Ugandi” na Thales Type 2193 i zamontowano nowy system dowodzenia i kierowania (C2) operacjami przeciwminowymi Thales M-CUBE.
Okręty przenosiły dwa zdalnie kierowane pojazdy podwodne PAP-104 Mk 5 do zwalczania min. Po modernizacji, w służbie estońskiej otrzymały jednorazowe pojazdy podwodne Seafox C.

## Służba

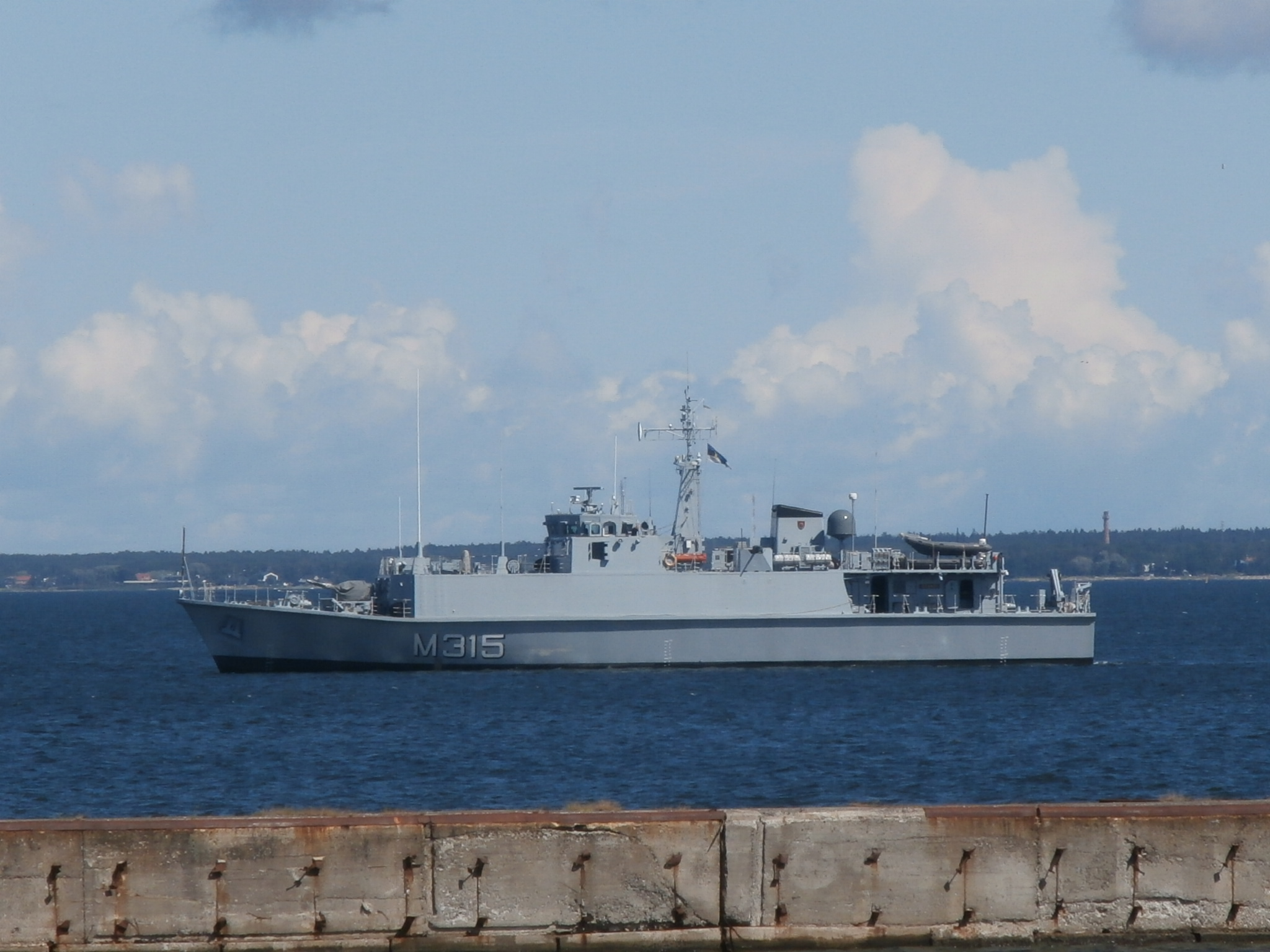
„Ugandi” w Tallinnie w 2017 r.

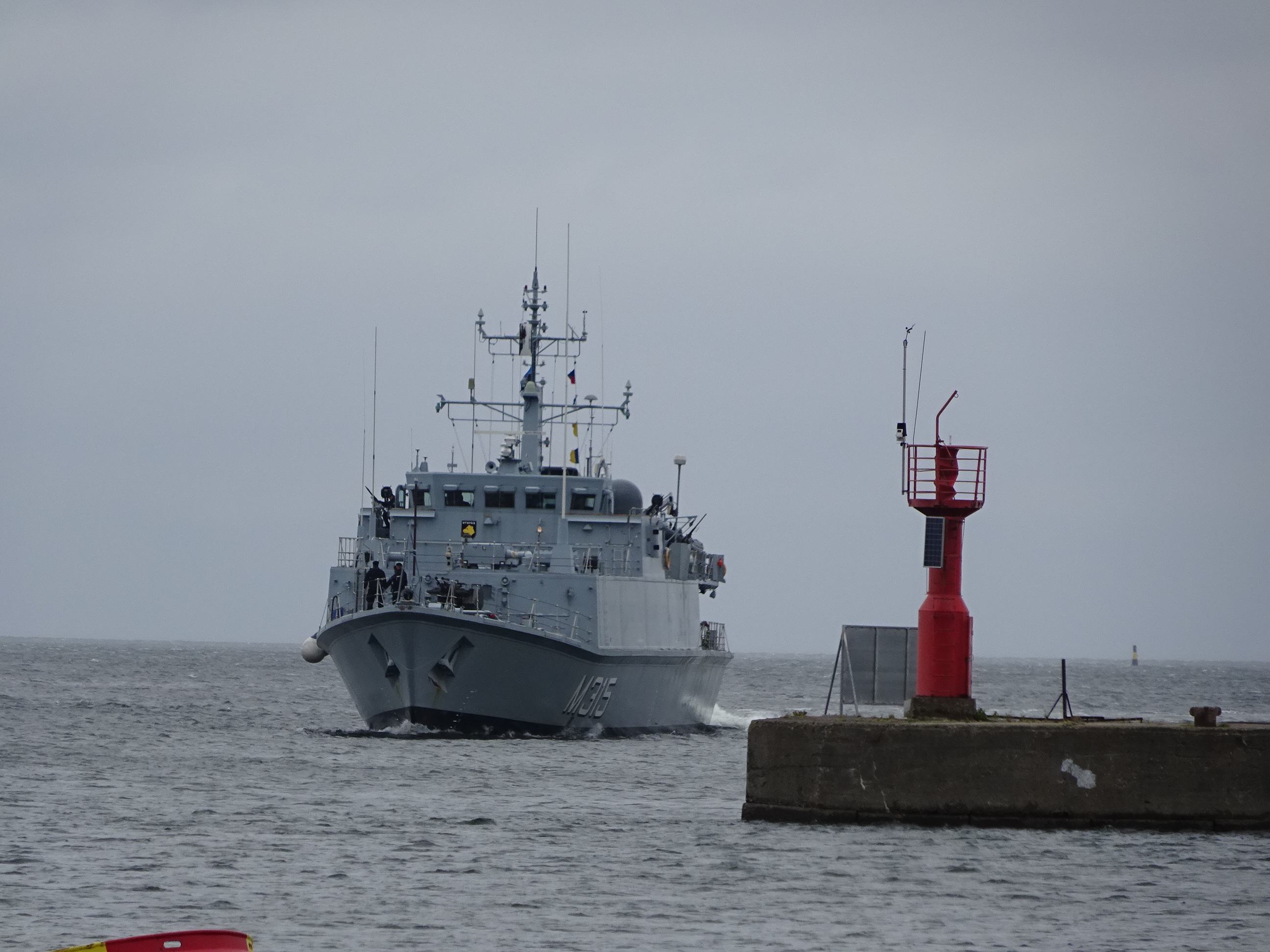
„Ugandi” w Tallinnie w 2021 r.

### W Wielkiej Brytanii
HMS „Bridport” został wcielony do służby w brytyjskiej Royal Navy 6 listopada 1993 roku, z kolejnym numerem burtowym M 105.
Wchodził w skład 3 Dywizjonu Niszczycieli Min (MCM 3), bazując w Rosyth do zamknięcia tej bazy 7 listopada 1995 roku, a następnie w Faslane (HMNB Clyde).
W 2004 roku marynarka brytyjska zdecydowała w ramach programu oszczędności wycofać okręt ze służby, wraz z bliźniaczymi najstarszymi HMS „Sandown” i „Sakala”.

### W Estonii
Pod koniec 2005 roku Estonia rozpoczęła rozmowy z Wielką Brytanią na temat sprzedaży jej trzech wycofanych w 2004 roku niszczycieli min typu Sandown, zakończone zawarciem umowy 14 września 2006 roku. Okręty przed przekazaniem poddano remontowi i modernizacji. Jako ostatni został przekazany 22 stycznia 2009 roku i podniósł banderę estońską w stoczni Babcock w Rosyth dawny „Bridport”, który wszedł w skład Eesti Merevägi. Wszedł pod nazwą „Ugandi”, z numerem burtowym M 31,5 w skład Dywizjonu Okrętów Przeciwminowych (Miinilaevade Divisjon). Spośród okrętów tego typu, służył także do szkolenia.
W 2019 roku prowadzono remont z modernizacją okrętu w stoczni Babcock w Rosyth. Objął on wymianę sonaru kadłubowego na typ 2193 i montaż nowych modułów nawigacji satelitarnej oraz systemu dowodzenia i kierowania operacjami przeciwminowymi Thales M-CUBE.